# Tram van Caen

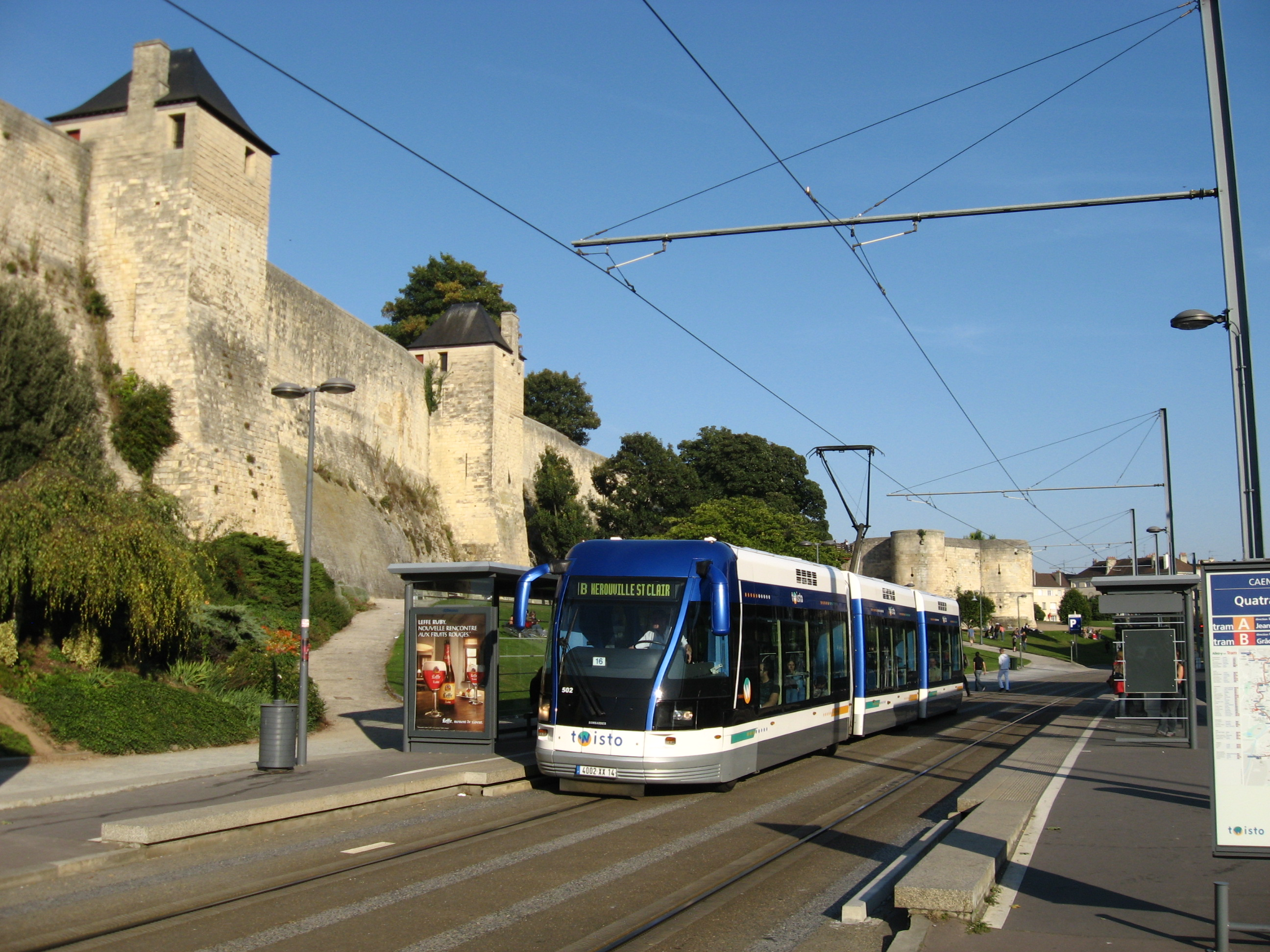
De bandentram van Caen.

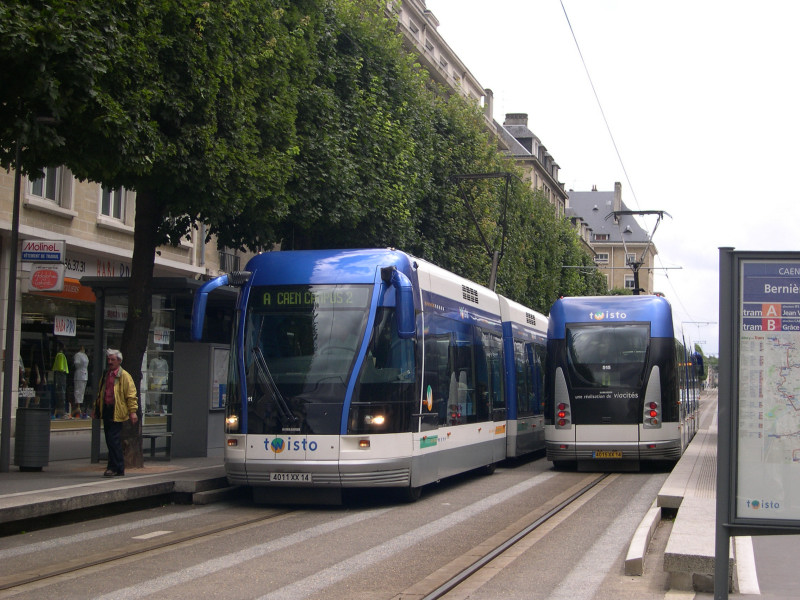
Twee voertuigen bij de halte 'Bernières'

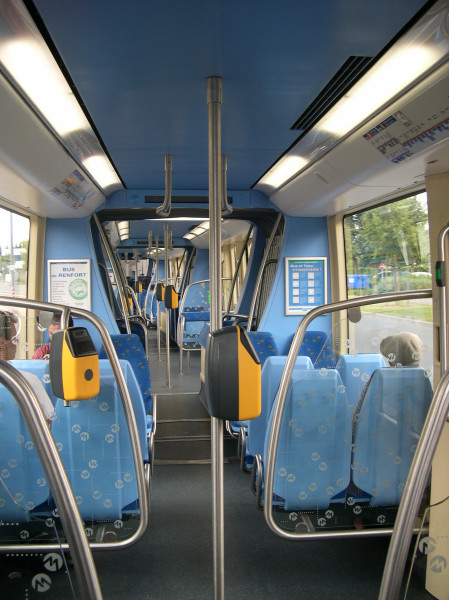
Het interieur

De tram van Caen (Frans: tramway de Caen) is sinds 2019 een trambedrijf in deze stad in Normandië, Frankrijk. Het tramnet is het omgebouwde net van de bandentram van Caen, dat tussen 2002 en 2017 functioneerde als geleidebusnetwerk.

## Geschiedenis

### Bandentram van Caen
Al in 1994 sloot OV-autoriteit Viacités een contract met het consortium STVR (Société de Transport sur Voie Réservée), bestaande uit bouwbedrijf Spie Batignolles en Bombardier Transportation, voor de aanleg van de infrastructuur en de bouw van de voertuigen. De 24 dubbelgelede bussen werden bestuurd door een rail in het midden van de baan. De aandrijving geschiedde elektrisch. De elektromotoren werden gevoed via een pantograaf die contact maakte met een enkele bovenleiding. De geleiderail werd ook gebruikt voor de retourstroom.
Hoewel deze voertuigen volgens de wet autobussen waren, werden ze door de vervoerder aangeduid als trams.
Na een bouwtijd van drie jaar, werd op 18 november 2002 het netwerk in gebruik genomen. De investeringskosten (infrastructuur en voertuigen) bedroegen 190 miljoen euro. Er werd vanuit gegaan dat dit systeem goedkoper is dan een trambedrijf, onder andere omdat er maar één rail nodig is. Maar ondanks een jarenlang testbedrijf van dit systeem in op een verlaten spoorlijn in België, viel de exploitatie als regulier bedrijf in een stad zwaar tegen. Talrijke ongevallen, problemen en daaropvolgende stilleggingen en aanpassingen zorgden ervoor dat het veel duurder en onbetrouwbaarder dan een tramsysteem was. Honderd ernstige storingen per maand waren "heel gewoon". Tal van onderdelen gingen kapot of raakten los, en er waren ernstige ongevallen. Uiteindelijk werd besloten de levensduur niet maximaal te rekken tot 30 jaar. Tot 2022 zou 40 miljoen euro kosten, en ook dat wordt onverantwoord gevonden. Dus besloot men om de dienst definitief te staken en alsnog voor een normaal tramsysteem te kiezen.
De laatste bandentram reed op 31 december 2017. Gedurende 2018 en de eerste helft van 2019 wordt het traject aangepast en licht uitgebreid, zodat er vanaf september 2019 'echte' trams rijden in Caen. De voertuigen werden overgedaan aan de andere bandentram-stad, Nancy, omdat ze daar nog niet hetzelfde besluit genomen hadden. Ze werden voor onderdelen gebruikt, totdat Nancy er in 2023 ook de brui aan gaf.

## Lijnennet
Het totale net was 15,7 kilometer lang en bestond uit twee lijnen (A en B). Het gezamenlijke traject tussen Copernic en Poincare was 5,7 kilometer lang en telde 15 haltes. In totaal werden 34 haltes bediend. Stadsvervoerbedrijf Twisto, een dochteronderneming van Keolis, was de exploitant.
Er waren plannen om een tweede (banden)tramlijn aan te leggen. Deze lijn zou van oost naar west lopen.
| A | Campus 2 - Maréchal Juin - Côte de Nacre - Citis - Claude Bloch - CHU - Copernic - Calvaire St. Pierre - CROUS-SUAPS - Université - Place de la mare - Quatrans - St. Pierre - Bernières - Résistance - Quai de Juilliet - Gare SNCF - Bd. Leroy - Lux V. Lepine - Guynemer - Poincare - Liberté - Concorde - Modigliani - Ifs Jean Villar                      |
| B | Hérouville St. Clair - Café des Images - Académie - Château d'eau - Pierre Heuzé - Cité U Lebisey - Copernic - Calvaire St. Pierre - CROUS-SUAPS - Université - Place de la mare - Quatrans - St. Pierre - Bernières - Résistance - Quai de Juilliet - Gare SNCF - Bd. Leroy - Lux V. Lepine - Guynemer - Poincare - Aviation - Rostand Fresnel - Grâce de Dieu |

## Nieuw trambedrijf
Op 14 december 2011 maakte de vervoersautoriteit van Caen bekend dat het toenmalige geleidebusnetwerk verbouwd ging worden naar een tramnetwerk. De werkzaamheden werden in 2019 afgerond.Op 27 juli 2019 is de tram gaan rijden.